# Würmseemord

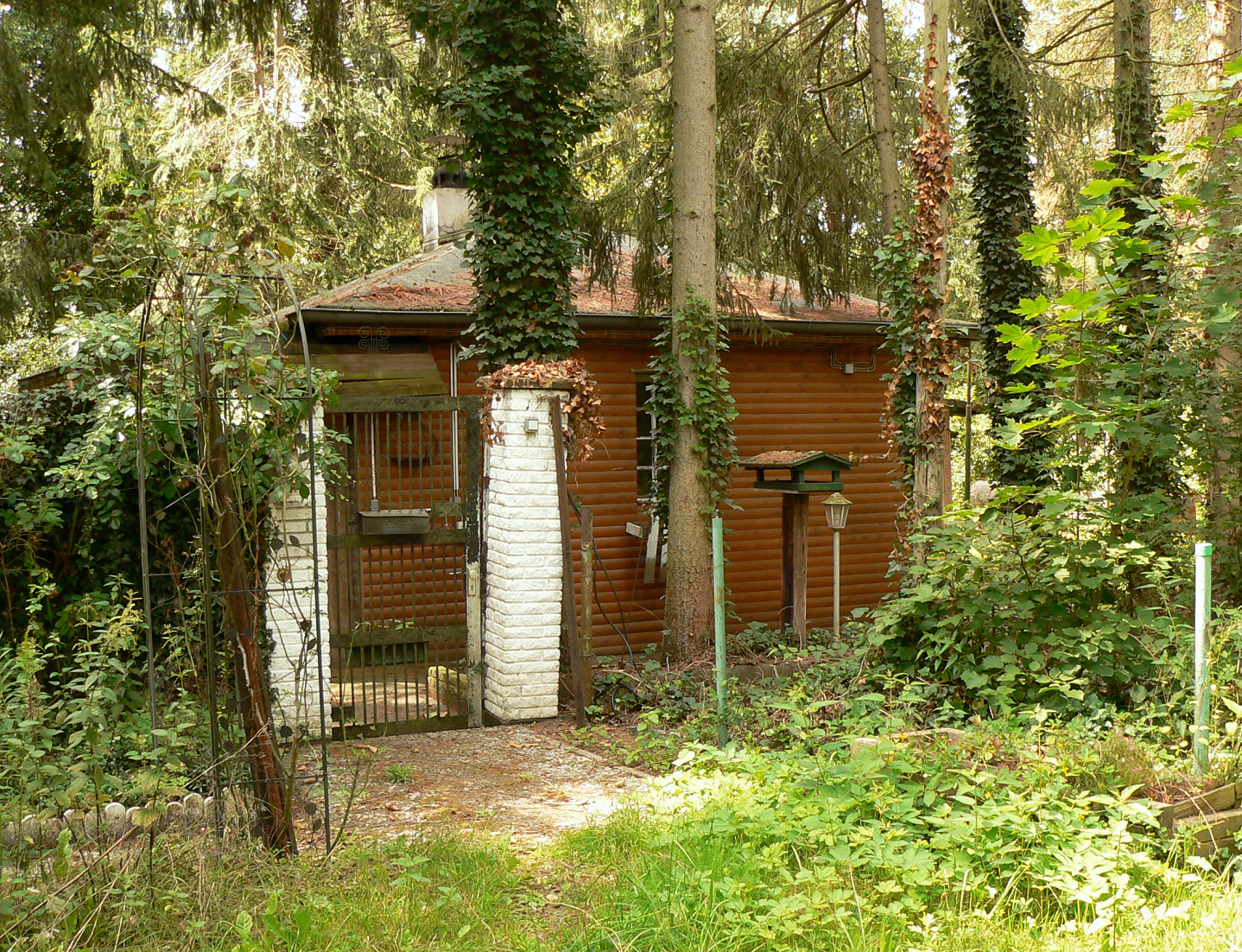
Wohnlaube am Würmsee, in der sich die Tat ereignete

Als Würmsee-Mord bezeichneten Medien einen Kriminalfall, der sich in der Nacht vom 10. auf den 11. September 2022 am Würmsee in Burgwedel in Niedersachsen ereignete. Der Mord an einer 56-jährigen Frau in der abgelegenen Siedlung Würmsee und der Schwurgerichtsprozess vor dem Landgericht Hannover im Jahr 2023 mit der Verurteilung eines 55-jährigen Mannes aus Warburg erlangten überregionale Bekanntheit.

## Tatort

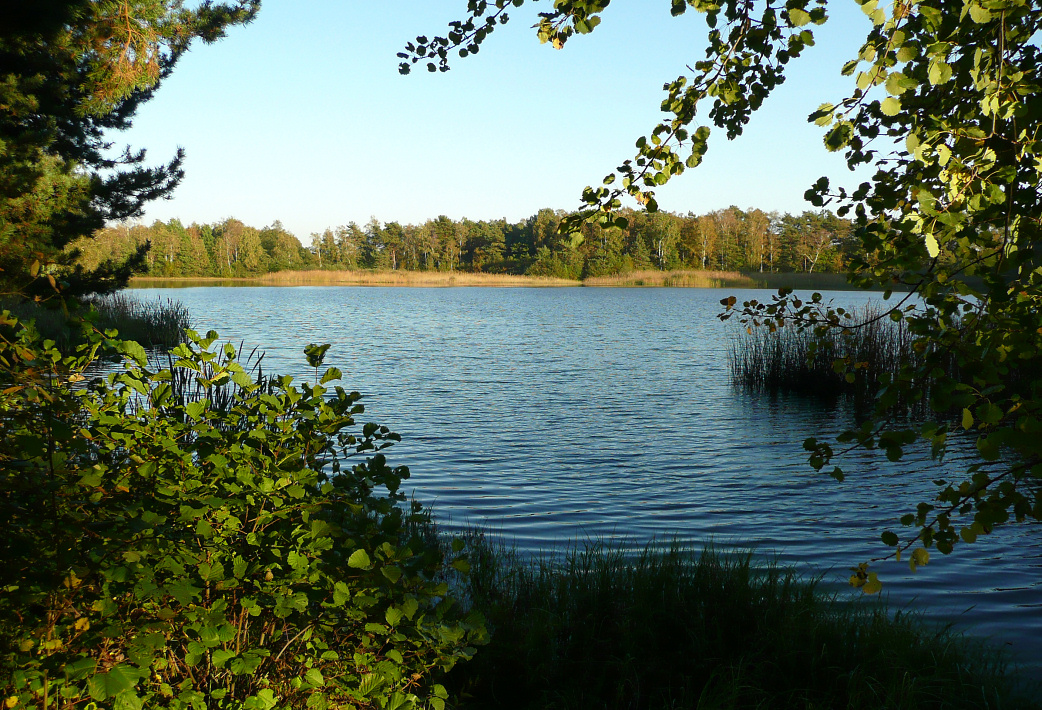
Würmsee

Die Tat ereignete sich in der zur Gemeinde Kleinburgwedel gehörenden Siedlung Würmsee mit rund 50 Wochenendhäusern, die zum Teil dauerhaft bewohnt sind. Sie grenzt an den Würmsee an, der von landwirtschaftlichen Nutzflächen sowie Wald umgeben ist. Der kleine und flache See mit einem „Erlebnispfad“ ist ein beliebtes Ausflugsziel und Naherholungsgebiet von regionaler Bedeutung. 
Tatort war eine hölzerne Wohnlaube in der Siedlung, die die 56-jährige Kerstin G. mit ihrem Hund bewohnte. Das Gebäude westlich des Sees hat keine unmittelbaren Nachbarbauten und ist einzelstehend. Gegenüber befindet sich die Ausflugsgaststätte am Würmsee, die seit 2020 geschlossen war.

## Tathergang
Am 10. September 2022 fuhr Kerstin G. mit einem Bekannten zu einer Feier im Raum Lüneburg und kehrte abends zurück. Am Morgen des 11. September 2022 erschien sie nicht zu einer Verabredung mit einer Freundin, die daraufhin eine Vermisstenanzeige bei der Polizei erstattete. Die Polizei nahm die Wohnlaube in Augenschein und konnte bis auf den zurückgelassenen Hund der Bewohnerin keine Auffälligkeiten entdecken. Nachdem Familienangehörige wegen des ihnen unerklärlichen Verschwindens erneut die Polizei kontaktiert hatten, nahm diese eine Tatortaufnahme mit Spurensicherung vor. Festgestellt wurden Blutspritzer im Bereich des Wasserbetts, das aufgeschlitzt war, eine selbst gefertigte Sturmhaube hinter dem Bett sowie Schleifspuren im Garten und in einem angrenzenden Maisfeld, in dem auch eine Brille der Vermissten lag. In ihrem Kraftfahrzeug, das untypischerweise auf der gegenüberliegenden Straßenseite parkte, war der Kofferraumbelag großflächig von Blut durchtränkt. Aufgrund des Spurenbildes ging die Polizei von einem Gewaltverbrechen aus. Als Tatzeit rekonstruierten die Ermittler den 11. September 2022 um 00.00 Uhr, da das Handy des Opfers zu dem Zeitpunkt einen Wassereintritt gemeldet hatte. Die Ermittler gingen davon aus, dass dafür das Zerschneiden des Wasserbetts durch den Täter ursächlich war.

## Ermittlungen

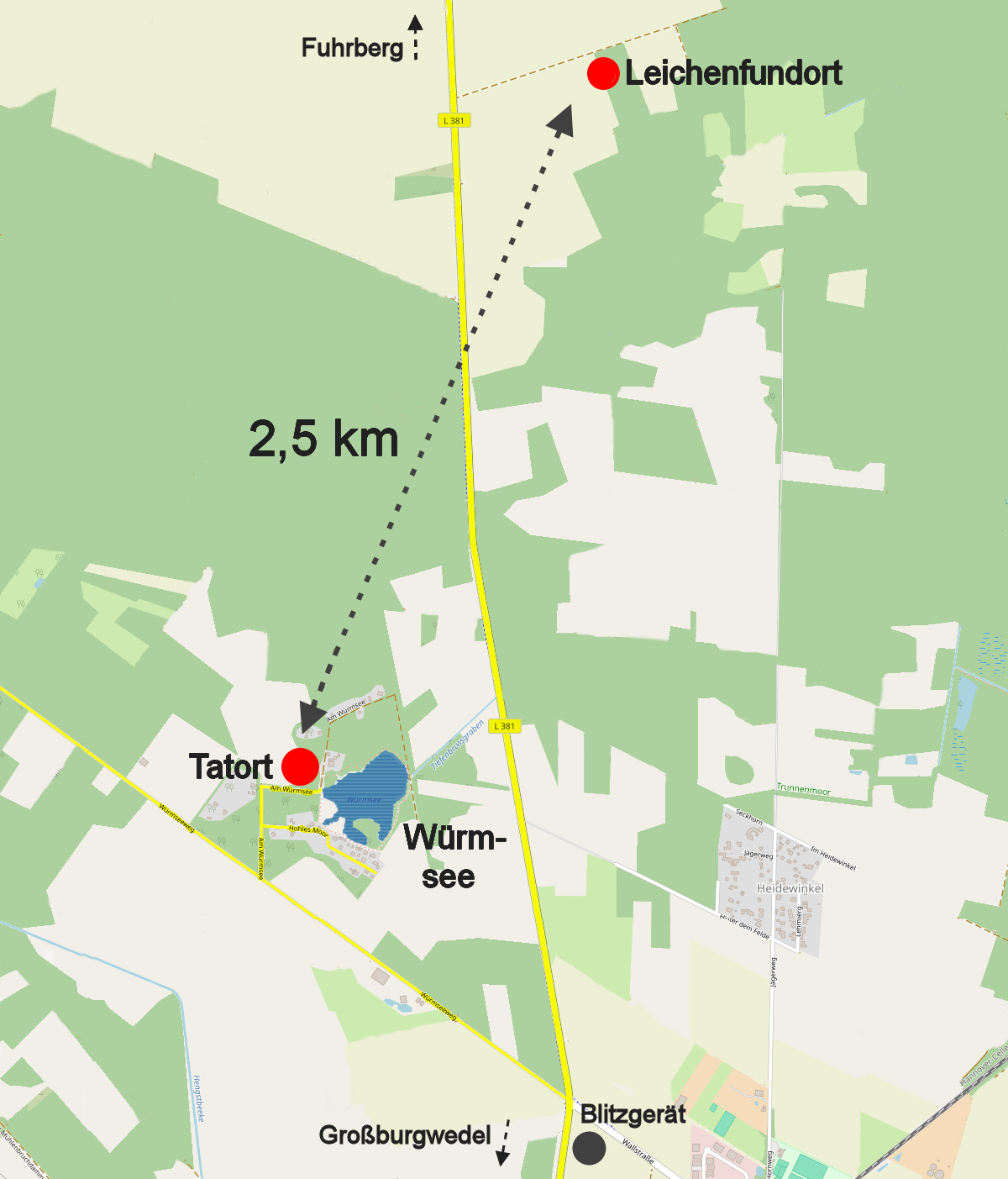
Skizze mit Tatort und Leichenfundort sowie Standort des Blitzgerätes

Nach dem Verschwinden von Kerstin G. suchte die Polizei nach ihr und veröffentlichte Zeugenaufrufe. Einsatzkräfte suchten Wälder um den Würmsee mit Spürhunden, Hubschraubern und Drohnen vergeblich nach ihrer Leiche ab. Polizeitaucher untersuchten den See.
Bald hielten Ermittler der Polizeidirektion Hannover aufgrund ihrer Feststellungen den zur Tatzeit 54-jährigen und einschlägig vorbestraften Robert E. aus Warburg der Tat dringend verdächtig. Er war bereits im Jahr 2002 vom Landgericht Kassel zu einer fünfjährigen Freiheitsstrafe wegen versuchten Totschlags verurteilt worden. 2001 hatte er einer ihm unbekannten Frau in einem Wald an der Sababurg unvermittelt ein Messer in den Brustkorb gestoßen.
Ein Anfangsverdacht gegen Robert E. hatte sich kurz nach der Tat ergeben, weil er in der Tatnacht unweit des Würmsees mit seinem Kraftfahrzeug von einem stationären Geschwindigkeitsmessgerät (sogenanntes Blitzgerät) aufgenommen wurde. Er befuhr knapp drei Stunden nach der Tatzeit mit überhöhter Geschwindigkeit die Landesstraße L 381 zwischen Fuhrberg und Großburgwedel. Eine Funkzellenabfrage und der Abgleich mit seinen Mobilfunkdaten ergab, dass er sich bereits Tage vor dem Verschwinden von Kerstin G. im Bereich des Würmsees aufgehalten hatte, was auch Zeugenaussagen bestätigten. Robert E. hatte seiner Ehefrau und Tochter seine Abwesenheit damit erklärt, dass er zur Regelung finanzieller Angelegenheiten nach Lissabon in Portugal geflogen sei. 

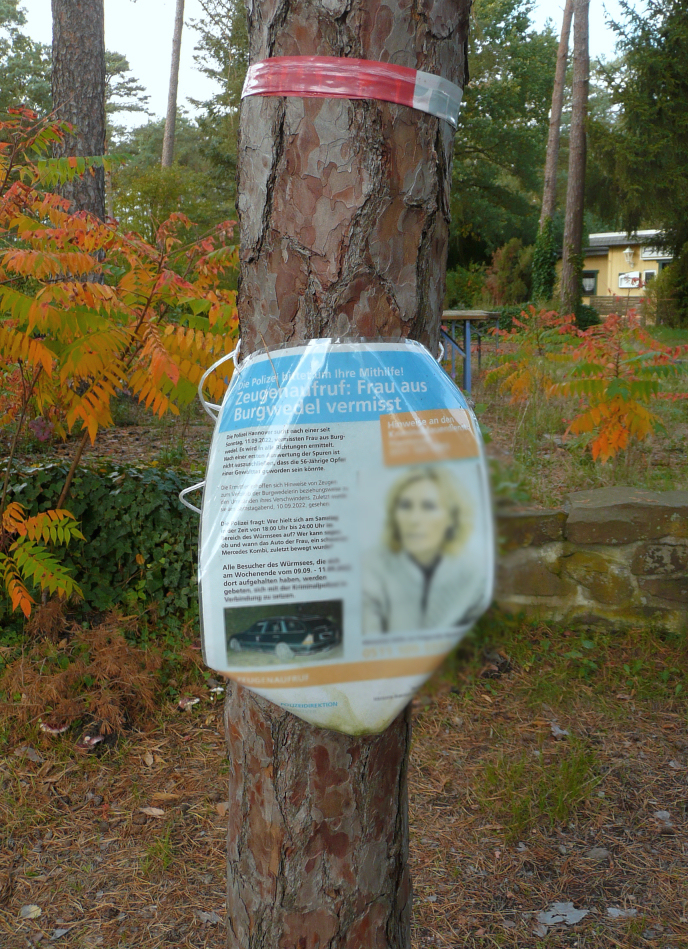
Zeugenaufruf zur vermissten
Kerstin G. am Würmsee

Neben der Polizei in Hannover ermittelte auch die Polizei Nordrhein-Westfalen im September 2022 gegen ihn. Er stand im Verdacht, einer Seniorin auf einem Waldweg bei Warburg unter Einsatz massiver Gewalt den Rucksack geraubt zu haben. Als Robert E. von der Polizei vorgeladen wurde, verschwand er. Weil die Polizei dies als Fluchtverhalten wertete, leitete sie wegen des Tötungsdeliktes eine Öffentlichkeitsfahndung sowie eine internationale Fahndung nach ihm ein. Durch das Zusammenwirken von Zielfahndern aus Hannover mit der schwedischen Polizei wurde Robert E. am 23. Oktober 2022 in Schweden festgenommen. Eine Polizeistreife hatte ihn neben seinem ebenfalls zur Fahndung ausgeschriebenen Kraftfahrzeug an einer Straße bei Ljungby entdeckt. Schweden lieferte den mit einem europäischen Haftbefehl gesuchten Verdächtigen umgehend nach Deutschland aus. Vor seiner Ausreise nach Schweden hatte er sich eine umfangreiche Survival-Ausrüstung zugelegt. Die Auswertung seines Handys ergab, dass er sich nach Seen mit kleinen Inseln in Schweden und zum Ausleihen von Kanus informiert hatte. Offensichtlich wollte er sich in der Wildnis längerfristig aufhalten und verbergen.

## Prozess
Die Staatsanwaltschaft Hannover erhob gegen Robert E. im Jahr 2023 vor dem Landgericht Hannover Anklage wegen Mordes. Zum Prozessauftakt erschien der Angeklagte nicht, weil er in der Untersuchungshaft einen Suizidversuch unternommen hatte. Während des fast halbjährigen Indizienprozesses schwieg der Angeklagte bei den 12 Terminen der Hauptverhandlung zu den Vorwürfen. Hauptbelastungsmoment einer längeren Indizienkette war eine am Bett des Tatopfers aufgefundene Sturmhaube, an der sich DNA-Spuren des Angeklagten befanden. Am 11. September 2023, auf den Tag genau ein Jahr nach der Tat, wurde Robert E. wegen Mordes zu einer lebenslänglichen Freiheitsstrafe unter Feststellung der besonderen Schwere der Schuld verurteilt, obwohl die Leiche des Opfers bis dahin nicht gefunden wurde (Mord ohne Leiche). Nach Überzeugung des Gerichts habe er sich schon Tage vor der Tat am Würmsee aufgehalten und das Opfer ausgespäht. Der Tathergang habe sich laut dem Gericht so abgespielt, dass er in der Nacht zum 11. September 2022 durch die Haustür in das Gebäude eingedrungen sei, auf die arg- und wehrlose Frau im Bett eingestochen und sie in ihrem Kraftfahrzeug an einen unbekannten Ort verbracht habe. Das Gericht sah die Mordmerkmale der Heimtücke und der niedrigen Beweggründe als erfüllt an. Laut dem Vorsitzenden Richter Martin Grote habe Robert E. die Frau ermordet, um Macht auszuüben. Er habe sie als reines Objekt zur Triebabfuhr und zur Erhöhung seines geringen Selbstwertes missbraucht. Grote sagte: „Es geht ihm um eine maximale Machtausübung, ein maximales Ausgeliefertsein seines Opfers“. Zudem wurde Robert E. wegen des Überfalls auf eine Seniorin im September 2022 bei Warburg wegen schweren Raubes und gefährlicher Körperverletzung verurteilt.
Der Strafverteidiger von Robert E. legte gegen die Entscheidung der Strafkammer des Landgerichts Hannover Revision ein. Der Bundesgerichtshof (BGH) prüfte daraufhin das Urteil auf Rechtsfehler ohne erneute Beweisaufnahme. Mit Beschluss vom 20. Februar 2024 verwarf der BGH die Revision ohne weitere Begründung, wodurch das Urteil rechtskräftig wurde.

## Leichenfund
Einen Monat nach der Urteilsverkündung fanden Pilzsammler am 12. Oktober 2023 in einem Waldstück südlich von Fuhrberg menschliche Knochen, die am Waldrand einige Meter von einem Strohhaufen entfernt lagen. Die Stelle ist etwa 2,5 km Luftlinie vom Würmsee entfernt und befindet sich an einem Nebenweg der Landesstraße L 381 zwischen Großburgwedel und Fuhrberg. Nach der Bergung des Leichnams aus einer flachen Erdgrube ergaben gerichtsmedizinische Untersuchungen, dass die Person einen Schlafanzug trug und nach vielfachen Stichverletzungen verblutet ist. Laut einer DNA-Analyse handelte es sich um Kerstin G. Sie wurde auf einem Waldfriedhof bestattet.

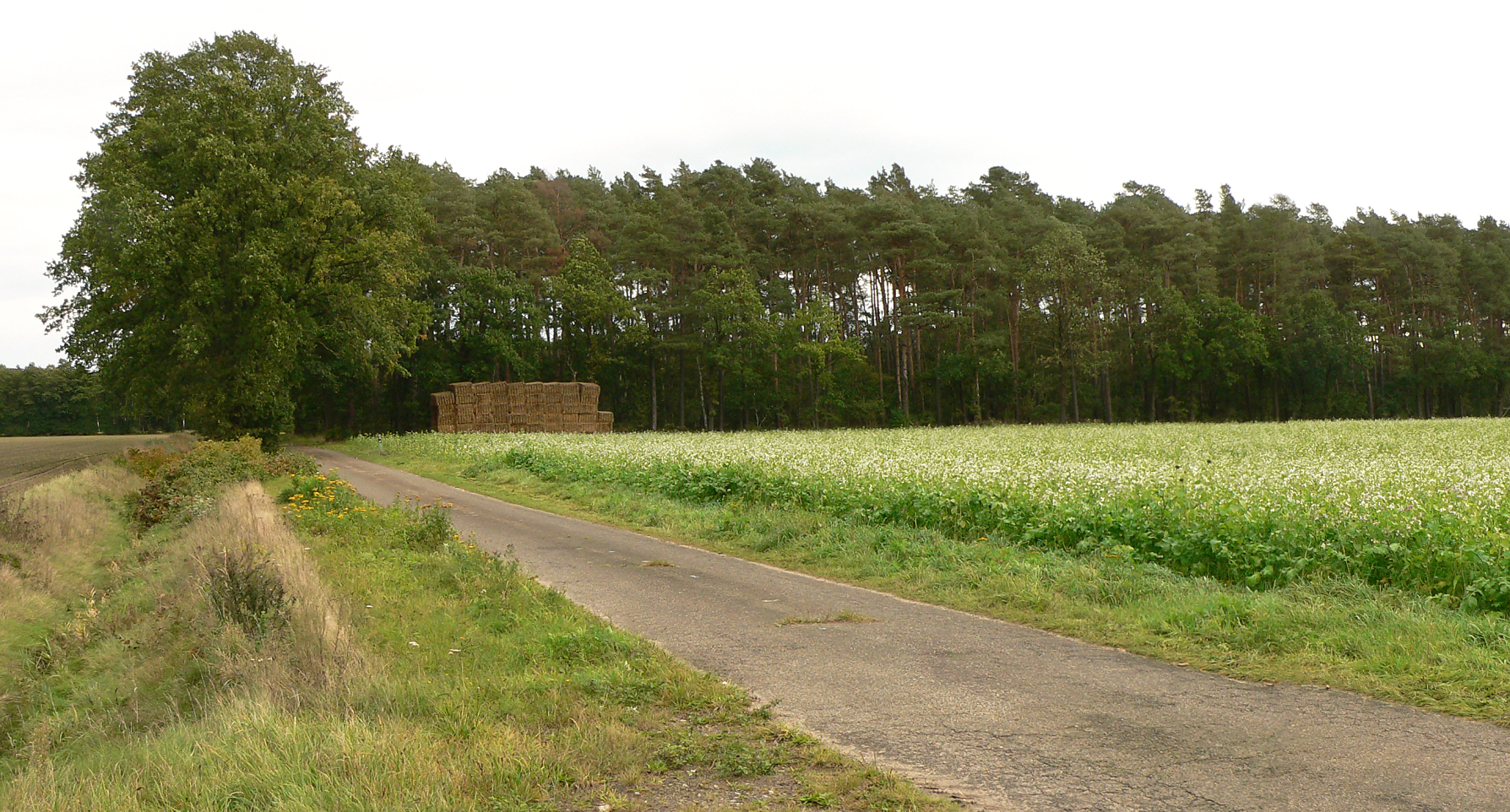
Waldstück mit dem Leichenfundort bei einem Strohhaufen, 2023
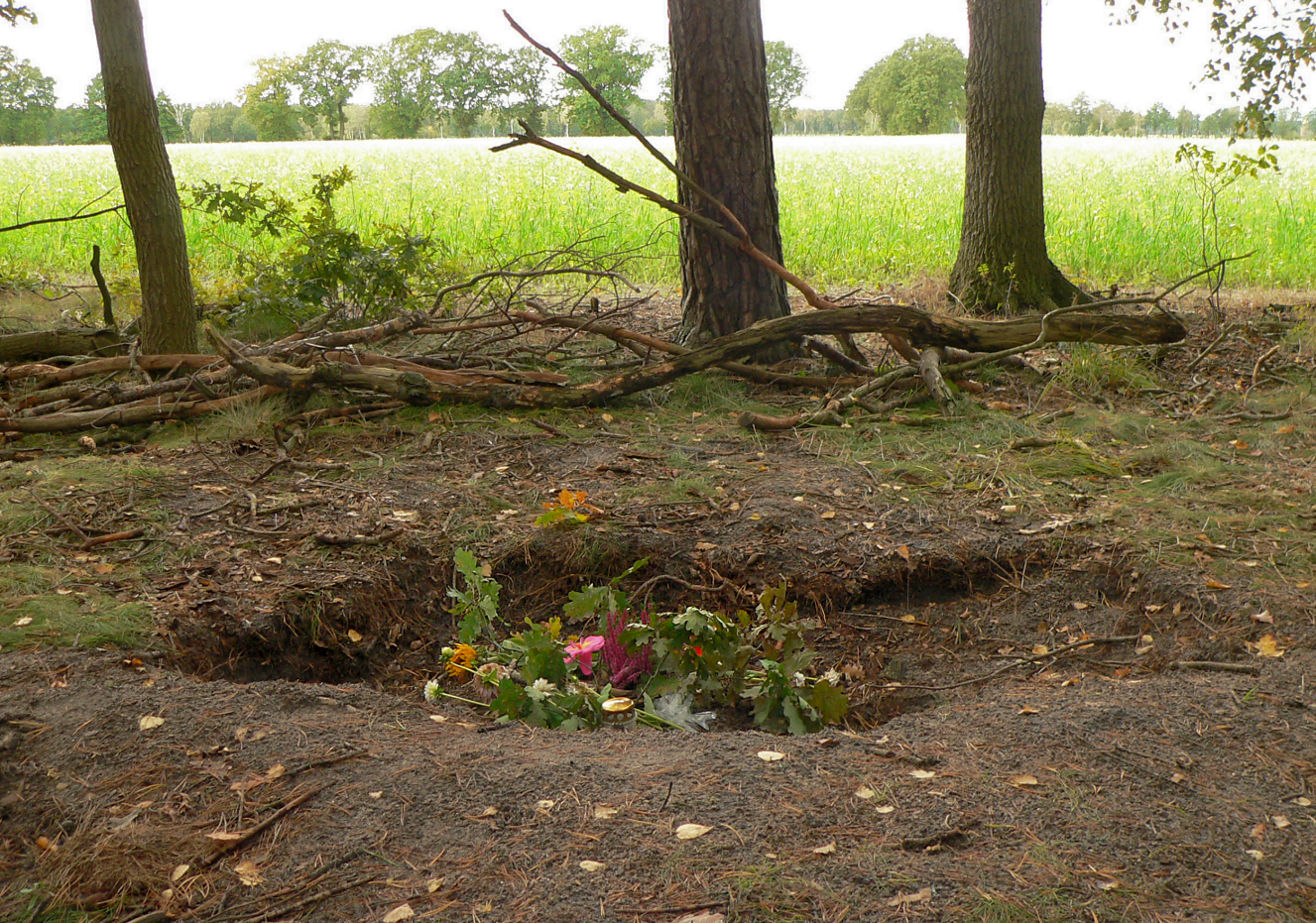
Auffindestelle in einer Erdgrube, nachträglich mit Trauerschmuck versehen, 2023
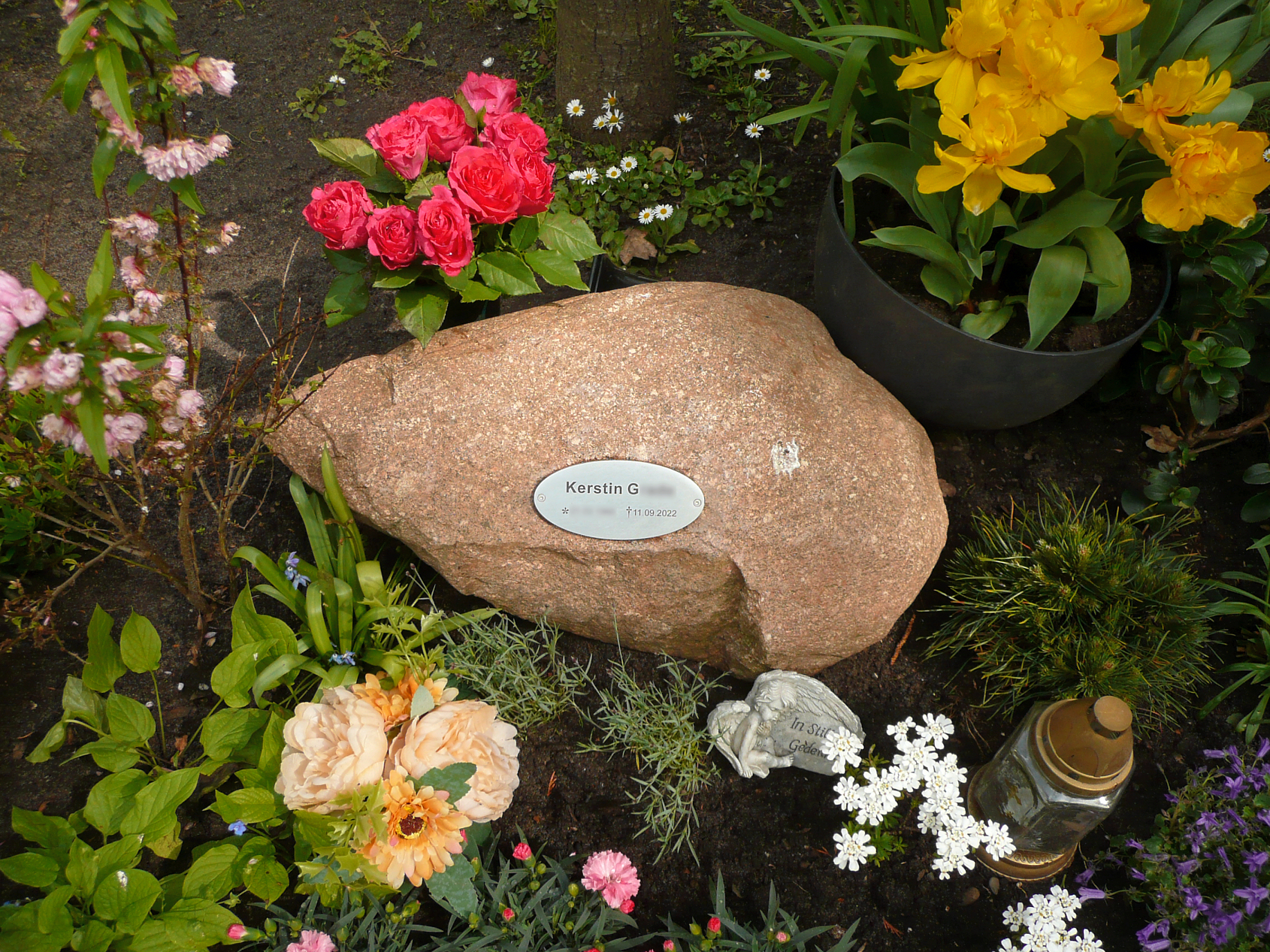
Grab des Mordopfers auf einem Friedhof, 2024